# 요네쿠라 마사타다
요네쿠라 마사타다(米倉昌尹)는 에도 시대 전기부터 중기까지의 하타모토, 다이묘이다. 에도 막부에서 와카도시요리를 맡았으며 무사시 가나자와 번주, 시모쓰케 미나가와 번 초대 번주를 지냈다. 무쓰우라 번 요네쿠라 가(六浦藩米倉家) 시조.
마사타다는 하타모토 요네쿠라 마사즈미의 장남으로 태어났다.
|  | 무사시 가나자와 번 번주 (요네쿠라 가) 1696년 ~ 1699년 | 후임 막부령(요네쿠라 다다스케) |

| 전임 막부령(마쓰다이라 시게토시) | 제1대 미나가와 번 번주 (요네쿠라 가) 1699년 | 후임 요네쿠라 마사아키라 |